# Hoplitis diabolica
Hoplitis diabolica là một loài Hymenoptera trong họ Megachilidae. Loài này được Benoist mô tả khoa học năm 1934.